# Prehistoria en Cantabria
Aunque existen evidencias de presencia humana en la península ibérica desde hace un millón de años —posiblemente llegada a través del estrecho de Gibraltar—, no se puede constatar su asentamiento en la región del cántabra hasta hace 100 000 años, a finales del Paleolítico Inferior. La barrera que formaba la cordillera Cantábrica fue un factor de aislamiento de la cornisa norte respecto del resto de la Península. 
Edad de los Metales

El Paleolítico en Cantabria, por tanto, se extendería a lo largo de una estrecha franja costera entre la zona central de la actual Asturias y los Pirineos occidentales, sobrepasando los límites de la actual comunidad autónoma.
El Paleolítico se divide en tres etapas:
- Paleolítico Inferior, del 1.500.000 al 100.000 a. C.
- Paleolítico Medio, del 100.000 al 35.000 a. C.
- Paleolítico Superior, del 35.000 al 10.000 a. C.

Climáticamente la Prehistoria se caracterizó por la alternancia de períodos cálidos y otros muy fríos, llamados glaciaciones. Aquellos primeros pobladores de Cantabria vivieron en un período interglaciar, con temperaturas templadas –puede que incluso más que las nuestras- y una línea de costa similar a la actual. No han sido hallados restos humanos, aunque sabemos que simultáneamente en otras regiones de Europa vivía el Homo Erectus, uno de los antepasados del ser humano actual. Sí poseemos restos de útiles tallados en piedra (cuarcita u ofita), caso de los bifaces (hachas), hallados en algunas cuevas pero sobre todo en yacimientos al aire libre, posibles gracias a la benignidad del clima. Estos poblamientos se realizaban próximos a la costa y en valles bajos, junto a ríos, habitando chozas construidas con ramas o pieles. En todo caso se trataría de asentamientos eventuales, ya que aquella población se componía de pequeños grupos familiares o de clanes que se trasladarían siguiendo los recursos que les proporcionaba la caza de animales y la recolección de vegetales.
	En la transición del Paleolítico Inferior al Paleolítico Medio, ocurrida hace unos 95.000 años, se inicia la última glaciación (Würm), prolongada hasta hace unos 10.000 años. Cantabria, al igual que amplias zonas de Europa, sufre un fuerte enfriamiento climático, alterando el entorno natural y trasladando la línea de costa varios kilómetros hacia el interior del mar –a causa del congelamiento de amplios volúmenes de agua-. El entorno ecológico de la Cordillera Cantábrica se caracteriza entonces por la presencia de glaciares y nieves perpetuas, convirtiéndose, ahora con más razón, en una verdadera barrera natural. La primera consecuencia que observamos en las comunidades humanas es la ocupación masiva de cuevas y abrigos naturales –como antes cerca de la costa y en valles bajos-, ahora habitados por una nueva especie, el Neanderthal (del que tampoco nos han llegado restos). Este desarrollará la industria lítica heredada del período anterior, perfeccionando el tallado de instrumentos –puntas, raederas, raspadores, denticulados- dirigidos principalmente a la caza de grandes animales como ciervos, rebecos, caballos, rinocerontes y bóvidos. La preeminencia de la piedra como materia prima no obsta para que también utilizaran otras, caso de la madera, que por su carácter perecedero no han podido llegar hasta nosotros.
	La dieta cárnica se veía asimismo completada con la recolección de frutas y verduras, aunque llama la atención la escasa presencia de restos de moluscos, lo que indicaría su falta de interés o acceso a los recursos marítimos. Poseemos indicios de la práctica del canibalismo, aunque no sabríamos interpretar si era debida a la escasez de recursos alimenticios o a actividades rituales. Sobre estas últimas conocemos la realización de enterramientos colectivos acompañados de ofrendas a los muertos, indicativas de los rudimentos de una vida espiritual, a la que posiblemente estaban vinculadas las primeras manifestaciones artísticas.
	El último período Paleolítico, el Paleolítico Superior, se inició hace 35.000 años, y se prolongó hasta el final de la última glaciación, hace 10.000. En el asistimos a la extinción del Neanderthal y su sustitución por el Homo sapiens sapiens, impulsor de un importante avance tecnológico y cultural que significó el cénit cultural del Paleolítico. Este desarrollo tiene su correspondencia en el aumento demográfico, que posibilita la expansión humana hacia espacios antes deshabitados, caso de los valles medios de la región. Da lugar a una ocupación masiva de cuevas que ahora aparecen mejor acondicionadas y compartimentadas para distintos usos, en un entorno natural que continúa las pautas glaciares. Igualmente asistimos a una evolución y mayor especialización de la industria lítica, junto a la de huesos (arpones) y astas, proliferando, al lado de armas y útiles (azagayas), piezas decorativas y simbólicas (caso de los famosos bastones de mando). 
La organización social gana en complejidad, generando una división del trabajo que posibilita la especialización en diferentes tareas, así como asentamientos más extensos y duraderos. Su alimentación provenía de la caza de gran variedad de especies, debida a la diversidad de medios ecológicos de que disfrutaba la región cantábrica; así, a ciervos, caballos y cabras se suman otras como renos, bisontes o mamuts, típicos de climas fríos (de todos ellos extraen carne, pieles, huesos y astas). Su caza en grupo nos indica la existencia de un alto nivel organizativo, en un momento en el que el aumento de población empuja a una intensa explotación de los recursos. A esta dieta se unen, nuevamente, vegetales recolectados, así como algunos animales marinos. 
Podemos afirmar que el desarrollo de las culturas del Paleolítico Superior en Cantabria estuvo al nivel de sus homólogas europeas, gracias a la combinación de diversidad ecológica y abundancia de cavidades naturales, constituyendo un verdadero filón arqueológico. Contamos por ello con un patrimonio de valor incalculable, repartido por una infinidad de cuevas en las que se ven representadas todas las fases del Paleolítico Superior: Châtelperroniense, Auriñaciense, Solutrense y Magdaleniense.

## Arte paleolítico
Prueba irrefutable de ese florecer cultural es la excepcional producción artística generada por aquel hombre de las cavernas, conformando un período artístico de la humanidad cuyo descubrimiento y estudio ha estado y está íntimamente ligado a Cantabria. La nómina de las cuevas que contienen este patrimonio es sorprendente: Altamira, El Castillo, La Pasiega, Las Monedas, Covalanas, Hornos de la Peña, El Pendo... así hasta el medio centenar. Esta producción se compone tanto de arte mueble o mobiliar (grabados o pinturas realizados sobre objetos transportables como huesos, caparazones, dientes y astas que constituían armas, útiles, adornos y objetos votivos), como de arte rupestre o parietal, ejecutado sobre paredes de cuevas.
Este último, característico de la Europa más occidental por su riqueza en abrigos rocosos naturales (paisajes kársticos), era realizado mediante diversas técnicas, que incluían el grabado, la pintura e incluso atisbos de escultura. El grabado se realizaba con los dedos, sobre materiales blandos como la arcilla, y mediante piedras talladas para las superficies más duras. La pintura, aplicada manualmente, se elaboraba con colorantes naturales a partir de óxidos de hierro (ocre) y carbón vegetal, alcanzándose en su desarrollo verdadera policromía. Igualmente, aquellos artistas prehistóricos utilizaban las propias formas de las paredes para lograr los volúmenes de sus figuras, auténtico antecedente de la escultura. Estas obras las hallamos, en ocasiones, a la entrada de las cuevas, donde aprovechaban la luz natural; pero más habitualmente en galerías interiores, realizadas mediante luz artificial (antorchas). Ello ha permitido en muchos casos resguardarlas de las agresiones atmosféricas, conservándose así hasta la actualidad.
En lo referente a la temática, la caza era omnipresente, siendo habitual la representación de sus principales presas, como ciervos, caballos, bisontes, renos... Por el contrario nunca representaban carnívoros, así como tampoco abunda la figura humana, a excepción de la impresión de manos. Por otro lado destacar la presencia de motivos geométricos y simbólicos. Mucho se ha especulado sobre el significado de estas manifestaciones artísticas, sin alcanzarse un consenso diáfano. No obstante si hay coincidencia en ligarlas al mundo espiritual de aquellas gentes, religiosidad evidente en los rituales realizados alrededor de sus enterramientos.
Todo este desarrollo tecnológico y cultural se ve radicalmente alterado a partir de hace 10.000 años, cuando el final de la glaciación marca la clausura del Paleolítico. Se inicia entonces un proceso de transición hacia el Neolítico, la última fase de la Edad de Piedra, que ha venido a denominarse Epipaleolítico o Mesolítico. El retroceso del frío trae consigo, en Cantabria, una nueva línea de costa, la expansión de los bosques y, con ello, la transformación de la fauna (desaparición de los animales de climas fríos). Estos cambios obligaron a aquellos grupos humanos a adaptarse a las nuevas condiciones. Así, en una primera fase denominada Aziliense, asistimos a la decadencia de los patrones culturales paleolíticos, especialmente evidenciada en el retroceso de la actividad artística. Posteriormente, en el período Asturiense (hace 9.000-7.000 años) se produce una explotación más diferenciada de los recursos, tanto en tierra –se caza una mayor diversidad de especies- como en el mar, abundando los restos de prácticas de marisqueo (concheros). Los asentamientos, rupestres y al aire libre, son fundamentalmente costeros, no existiendo vestigios en el interior.

## Neolítico
El Neolítico -descubrimiento de la agricultura y la ganadería en las regiones de Oriente Medio, desde donde se extendieron al resto del Viejo Continente-, es un momento crucial en la historia de la humanidad, posibilitando su liberación de la total dependencia del medio físico, típica de las sociedades depredadoras. Las consecuencias de la aparición de economías productoras serán enormes, en forma de crecimiento demográfico y transformaciones culturales: se pasa del tallado al pulimentado de la piedra mejorando considerablemente su utilidad, se desarrolla la cerámica, las poblaciones dejan de ser nómadas para sedentarizarse, se inicia el uso de metales y la capacidad de generar excedentes permite su comercialización y una mayor división del trabajo.
La expansión de esta nueva civilización tuvo lugar a través del Mediterráneo y de Centroeuropa, lo que convirtió a la actual Cantabria en una región marginal con un importante desfase cronológico en la incorporación de las innovaciones (V-IV milenio a. C.). Ello explica la larga pervivencia del Epipaleolítico, coexistiendo durante mucho tiempo una economía depredadora con otra productora. La incipiente expansión de esta última vendrá acompañada de un fenómeno común al de otras regiones atlánticas europeas: el Megalitismo, la elevación de grandes piedras con finalidad funeraria o ritual: menhires, dólmenes, cromlechs, alineaciones... Fue una manifestación cultural vinculada a la ganadería pastoril trashumante, propiciada por las características naturales de Cantabria, más proclives a aquella que a la agricultura. La elevación de megalitos demuestra la existencia de un sistema social basado en grupos más numerosos que en períodos anteriores, con una organización capaz de canalizar aquel gran esfuerzo colectivo.

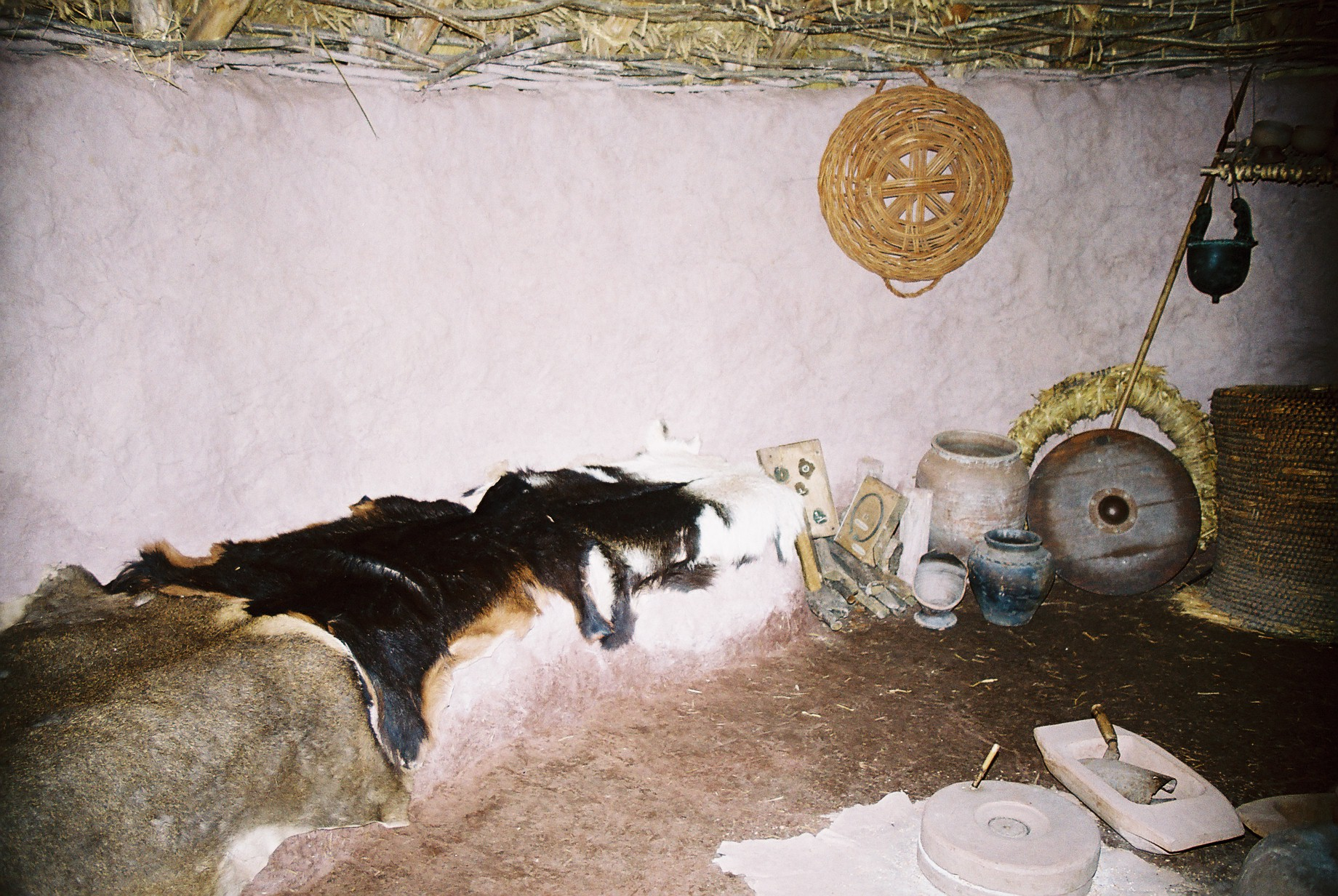
Reproducción del interior de una antigua vivienda cántabra de la Edad del Hierro en Argüeso.

Este largo proceso de neolitización se prolongará a través de la Edad de los Metales, que en Cantabria se desarrolla con la consiguiente tardanza cronológica. Así el Calcolítico, caracterizado por la coexistencia de útiles de piedra y cobre y vinculado a la cerámica campaniforme, se introduce en la segunda mitad del III milenio.

## Las Edades del Bronce y del Hierro
La Edad del Bronce se desarrolla entre 1.800 a. C. y 700 a. C., incorporando la aleación de cobre y estaño, ambos muy escasos en Cantabria, por lo que la presencia de estos materiales respondería a la existencia de contactos comerciales con otras regiones. 
Es una época de crecimiento demográfico y ocupación de nuevos espacios, permitiendo la extensión de la ganadería bovina y porcina, junto a la ovina y caprina en menor medida. El fin de los enterramientos colectivos indicaría una incipiente estratificación social que acabará con la sociedad igualitaria y colectivista que había caracterizado a las comunidades cazadoras.
A partir del 700 a. C. se extiende el uso del hierro, abundante en Cantabria, iniciándose así las actividades mineras (Peña Cabarga, zona de Castro-Urdiales). Esta última fase de la Prehistoria se extiende hasta la misma llegada de los romanos, introductores de los primeros textos escritos.